# Wakamatsu-ku
Wakamatsu (若松区, Wakamatsu-ku) est l'un des sept arrondissements de la ville de Kitakyūshū, au Japon. Il est situé au nord-ouest de la ville, au bord de la mer du Japon.
En 2016, sa population est de 82 762 habitants pour une superficie de 71,31 km2, ce qui fait une densité de population de 1 160 hab./km2.

## Histoire
L'arrondissement correspond à l'ancienne ville de Wakamatsu qui a fusionné avec quatre autres villes en 1963 pour former Kitakyūshū.

## Transport publics
L'arrondissement est desservi par la ligne Chikuhō de la JR Kyushu.